# The Shadowthrone
The Shadowthrone – drugi album studyjny norweskiej grupy black metalowej Satyricon. Wydawnictwo ukazało się 12 września 1994 roku nakładem wytwórni muzycznej Moonfog Productions.
Muzyka na płycie to black metal z elementami viking metalu, skandynawskiego folku, czy ambientu: wykorzystano instrumenty klawiszowe, flet, obecne są wstawki z gitarami akustycznymi. Blackowy growl przeplata się z czystym wokalem. Tematyka tekstów dotyczy mitologii skandynawskiej.

## Lista utworów
Opracowano na podstawie materiału źródłowego.
1. "Hvite Krists Død" – 8:27
2. "In the Mist by the Hills" – 8:01
3. "Woods to Eternity" – 6:13
4. "Vikingland" – 5:14
5. "Dominions of Satyricon" – 9:25
6. "The King of the Shadowthrone" – 6:14
7. "I En Svart Kiste" – 5:24

## Twórcy
Opracowano na podstawie materiału źródłowego.
| - Sigurd "Satyr" Wongraven - wokal prowadzący, gitara, gitara akustyczna, syntezatory, produkcja muzyczna, zdjęcia, muzyka, słowa, dizajn, logo - Tomas "Samoth" Haugen - gitara basowa, gitara | - Kjetil-Vidar "Frost" Haraldstad - perkusja, logo - Steinar Sverd "S.S." Johnsen - syntezatory, fortepian - Kenneth Moen - inżynieria dźwięku - Nofagem - dizajn |

## Wydania
| Rok  | Nr katalogowy    | Format         | Wytwórnia                | Region   | Źródło |
| ---- | ---------------- | -------------- | ------------------------ | -------- | ------ |
| 1994 | Fog 003          | CD, Album      | Moonfog Productions      | Norwegia | [ 4 ]  |
| 1994 | 091              | Cass, Album    | Morbid Noizz Productions | Polska   | [ 4 ]  |
| 1994 | Fog 003          | LP, Album, Ltd | Moonfog Productions      | Norwegia | [ 4 ]  |
| 2007 | IROND CD 07-1380 | CD, Album, RE  | Irond                    | Rosja    | [ 4 ]  |